# Sander Groen
Sander Groen (Amsterdam, 16 giugno 1968) è un ex tennista olandese.

## Carriera
Ottenne il suo best ranking in singolare il 4 marzo 1996 con la 177ª posizione mentre nel doppio divenne il 20 ottobre 1997, il 61º del ranking ATP.
Specialista del doppio, nel 1997 vinse in coppia con il croato Goran Ivanišević il suo unico torneo del circuito ATP: il Dubai Tennis Championships. In quell'occasione superarono con il punteggio di 7-6, 6-3, la coppia formata dall'australiano Sandon Stolle e dal ceco Cyril Suk. In coppia con il tedesco Lars Koslowski, nel 1992 raggiunse la finale del Croatia Open Umag venendo però sconfitti dal tedesco David Prinosil e dal ceco Richard Vogel. In singolare, i suoi migliori risultati si limitano a due successi nel circuito ATP Challenger Series a Singapore e a Samarcanda; nel circuito Challenger vanta inoltre dodici successi in doppio.
Fu il compagno di doppio nella prima vittoria ottenuta da Roger Federer nel circuito challenger a Segovia nel 1999.
Ha giocato in singolare fino al 2015 mentre in doppio fino all'età di 50 anni nel 2019, vincendo il suo ultimo match l'anno precedente.

## Statistiche

### Tornei ATP

#### Doppio

##### Vittorie (1)
| Legenda singolare                                 |
| Grande Slam (0)                                   |
| ATP World Tour Finals (0)                         |
| ATP Masters Series / ATP Masters 1000 (0)         |
| ATP International Gold / ATP World Tour 500 (0)   |
| ATP International Series / ATP World Tour 250 (1) |

| Numero | Data             | Torneo                            | Superficie | Compagno         | Avversari in finale     | Punteggio |
| 1.     | 10 febbraio 1997 | Dubai Tennis Championships, Dubai | Cemento    | Goran Ivanišević | Sandon Stolle Cyril Suk | 7-6, 6-3  |

##### Sconfitte in finale (1)
| Numero | Data           | Torneo                   | Superficie  | Compagno       | Avversari in finale          | Punteggio     |
| 1.     | 24 agosto 1992 | Croatia Open Umag, Umago | Terra rossa | Lars Koslowski | David Prinosil Richard Vogel | 3-6, 7-6, 6-7 |

### Tornei minori

#### Singolare

##### Sconfitte in finale (2)
| Legenda tornei minori |
| Challenger (2)        |
| Futures (0)           |

| Numero | Data            | Torneo                           | Superficie  | Avversario in finale | Punteggio |
| 1.     | 1º ottobre 1990 | Singapore Challenger, Singapore  | Cemento     | Boris Laustroer      | 6-7, 4-6  |
| 2.     | 26 agosto 1996  | Samarkand Challenger, Samarcanda | Terra rossa | Juan Antonio Marín   | 4-6, 2-6  |

#### Doppio

##### Vittorie (12)
| Legenda tornei minori |
| Challenger (12)       |
| Futures (0)           |

| Numero | Data              | Torneo                                  | Superficie    | Compagno        | Avversari in finale               | Punteggio           |
| 1.     | 7 ottobre 1991    | Challenger DCNS de Cherbourg, Cherbourg | Cemento (i)   | Byron Talbot    | Michael Daniel Brian Devening     | 3-6, 6-3, 7-5       |
| 2.     | 31 agosto 1992    | Merano Challenger, Merano               | Terra rossa   | David Prinosil  | Lionel Barthez Alois Beust        | 6-4, 6-4            |
| 3.     | 5 ottobre 1992    | Dublin Challenger, Dublino              | Cemento       | Arne Thoms      | Douglas Geiwald Robbie Koenig     | 5-7, 6-4, 6-3       |
| 4.     | 9 novembre 1992   | Munich Challenger, Monaco di Baviera    | Sintetico (i) | Arne Thoms      | Marcos Ondruska Grant Stafford    | 6-4, 7-6            |
| 5.     | 25 ottobre 1993   | Munich Challenger, Monaco di Baviera    | Sintetico (i) | Arne Thoms      | Jon Ireland John Yancey           | 6-3, 6-3            |
| 6.     | 19 settembre 1994 | Singapore Challenger, Singapore         | Cemento       | Brian Devening  | Leonardo Lavalle Danilo Marcelino | 6-2, 7-6            |
| 7.     | 11 maggio 1998    | Dresden Challenger, Dresda              | Terra rossa   | Pablo Albano    | Jamie Holmes Andrew Painter       | 6-4, 6-3            |
| 8.     | 30 novembre 1998  | Guadalajara Challenger, Guadalajara     | Terra rossa   | Ali Hamadeh     | Martín García Sebastián Prieto    | 6-4, 6-2            |
| 9.     | 2 agosto 1999     | Open Castilla y León, Segovia           | Cemento       | Roger Federer   | Ota Fukárek Alejandro Hernández   | 6-4, 7–6(5)         |
| 10.    | 13 novembre 2000  | Küppers Kölsch Cup, Aquisgrana          | Sintetico (i) | Jan Siemerink   | Michael Kohlmann Franz Stauder    | 6(2)–7, 7–6(7), 6-3 |
| 11.    | 22 gennaio 2001   | Heilbronn Open, Heilbronn               | Sintetico (i) | Jack Waite      | Petr Luxa David Škoch             | 1-6, 6-3, 7–6(4)    |
| 12.    | 4 giugno 2001     | Unicredit Czech Open, Prostějov         | Terra rossa   | Andrea Gaudenzi | Devin Bowen Mariano Hood          | 7–6(4), 6-4         |

##### Sconfitte in finale (16)
| Legenda tornei minori |
| Challenger (14)       |
| Futures (2)           |

| Numero | Data              | Torneo                                         | Superficie      | Compagno             | Avversari in finale               | Punteggio        |
| 1.     | 20 gennaio 1992   | Heilbronn Open, Heilbronn                      | Sintetico (i)   | Tomas Nydahl         | Doug Eisenman Bent-Ove Pedersen   | 1-6, 3-6         |
| 2.     | 21 settembre 1992 | Singapore Challenger, Singapore                | Cemento         | Patrick Baur         | Martin Blackman Laurence Tieleman | 4-6, 6-1, 6-7    |
| 3.     | 15 marzo 1993     | Bergamo Challenger, Bergamo                    | Cemento (i)     | Arne Thoms           | Cristian Brandi Cristiano Caratti | 6-4, 4-6, 1-6    |
| 4.     | 19 aprile 1993    | Riemerling Challenger, Riemerling              | Terra rossa (i) | Arne Thoms           | Maurice Ruah Mario Tabares        | 3-6, 3-6         |
| 5.     | 20 settembre 1993 | Singapore Challenger, Singapore                | Cemento         | Grant Stafford       | Jeremy Bates Christo van Rensburg | 3-6, 4-6         |
| 6.     | 10 luglio 1995    | West of England Challenger, Bristol            | Erba            | Arne Thoms           | Lionel Barthez Stéphane Simian    | 5-7, 5-7         |
| 7.     | 9 settembre 1996  | Madras Challenger, Madras                      | Cemento         | Oleg Ogorodov        | Mahesh Bhupathi Leander Paes      | 5-7, 1-6         |
| 8.     | 18 novembre 1996  | Mauritius Island Challenger, Mauritius         | Erba            | Andrei Pavel         | Patrick Baur Joost Winnink        | 1-0 Ritiro       |
| 9.     | 8 dicembre 1997   | Eilat Challenger, Eilat                        | Cemento (i)     | Rogier Wassen        | Patrick Baur Andrej Čerkasov      | 3-6, 6-7         |
| 10.    | 29 giugno 1998    | Venice Challenger, Venezia                     | Terra rossa     | Massimo Bertolini    | Nebojša Đorđević Marcos Ondruska  | 6-1, 1-6, 2-6    |
| 11.    | 17 settembre 2001 | Istanbul Challenger, Istanbul                  | Cemento         | Michael Kohlmann     | Jonathan Erlich Michaël Llodra    | Walkover         |
| 12.    | 29 luglio 2002    | Open Castilla y León, Segovia                  | Cemento         | Karol Beck           | Tim Crichton Todd Perry           | 7-5, 6(3)–7, 4-6 |
| 13.    | 19 agosto 2002    | Approach Twents Open, Enschede                 | Terra rossa     | Sander Hommel        | Jun Kato Mike Scheidweiler        | 1-6, 7–6(3), 3-6 |
| 14.    | 18 novembre 2002  | Netherlands Antillies Curacao Futures, Curaçao | Cemento         | Melvyn Op Der Heijde | Dusan Karol Jaroslav Pospíšil     | 6-3, 2-6, 4-6    |
| 15.    | 6 novembre 2006   | Bauer Cup, Eckental                            | Sintetico (i)   | Torsten Popp         | Josh Goodall Ross Hutchins        | 5-7, 3-6         |
| 16.    | 22 gennaio 2007   | Heilbronn Open, Heilbronn                      | Sintetico (i)   | Michaël Llodra       | Michael Kohlmann Rainer Schüttler | Walkover         |